# 112-я бригада разведывательных кораблей
112-я бригада разведывательных кораблей, 112-я бригада кораблей особого назначения, 112-я бригада ОсНаз — соединение разведывательных кораблей Черноморского флота ВМФ СССР и Черноморского флота ВМФ России. Обеспечивала техническую разведку флота в годы Холодной войны. В 1998 году в связи с сокращением корабельного состава 112-я бригада была реорганизована в 519-й отдельный дивизион кораблей особого назначения Черноморского флота.

## Предыстория
30 ноября 1951 года в составе Черноморского флота на озере Донузлав был сформирован 205-й отдельный морской радиотехнический дивизион специального назначения в составе:
- Управление дивизиона;
- 739-й радиотехнический узел;
- 732-й узел спец радиосвязи;
- 1060-й отдельный морской радиотехнический пост[1].

30 июня 1957 года был сформирован 432-й отдельный разведывательный корабельный дивизион, приписанный к 205-му отдельному морскому радиотехническому дивизиону специального назначения. В его состав вошли малые разведывательные корабли «Аргун», «Угорь». Базирование осуществлялось на Севастополь. В августе 1959 года в состав 205 омртд вошел корабль «Краб». Была сформирована 205-я морская группа с дислокацией в Народной Республике Болгарии.
1 октября 1960 года 205-й отдельный морской радиотехнический дивизион специального назначения был переименован в 18-й морской разведывательный радиотехнический отряд.
На январь 1962 года в состав 18 мрто входили:
- управление отряда;
- морская группа;
- подвижная морская радиогруппа;
- 432-й отдельный дивизион в составе: корабли «Аргун», «Угорь», «Краб», «Налим»[1].

В июле 1963 года 205-я морская группа в Болгарии была расформирована. 9 мая 1965 года отряд был переименован в 18-ю морскую радиотехническую разведывательную группу для специальных операций.

## История
1 июня 1971 года 18-я морская радиотехническая разведывательная группа для специальных операций и 432-й отдельный разведывательный корабельный дивизион были объединены в 112-ю разведывательную корабельную бригаду в составе:
- 18-й мррто;
- береговая база № 2334;
- корабли «Крым», «Кавказ», «Лоцман», «Бакан», «Вал», «Вертикал», «Курс», «Ладога», «ГС-239», «Магнит», «ГС-55», «ГС-36», «ГС-41», «ГС-43», «Алидада»[1].Советское Гидрографическое судно проекта 861 следит за USS Midway (CV-41), 1978 год

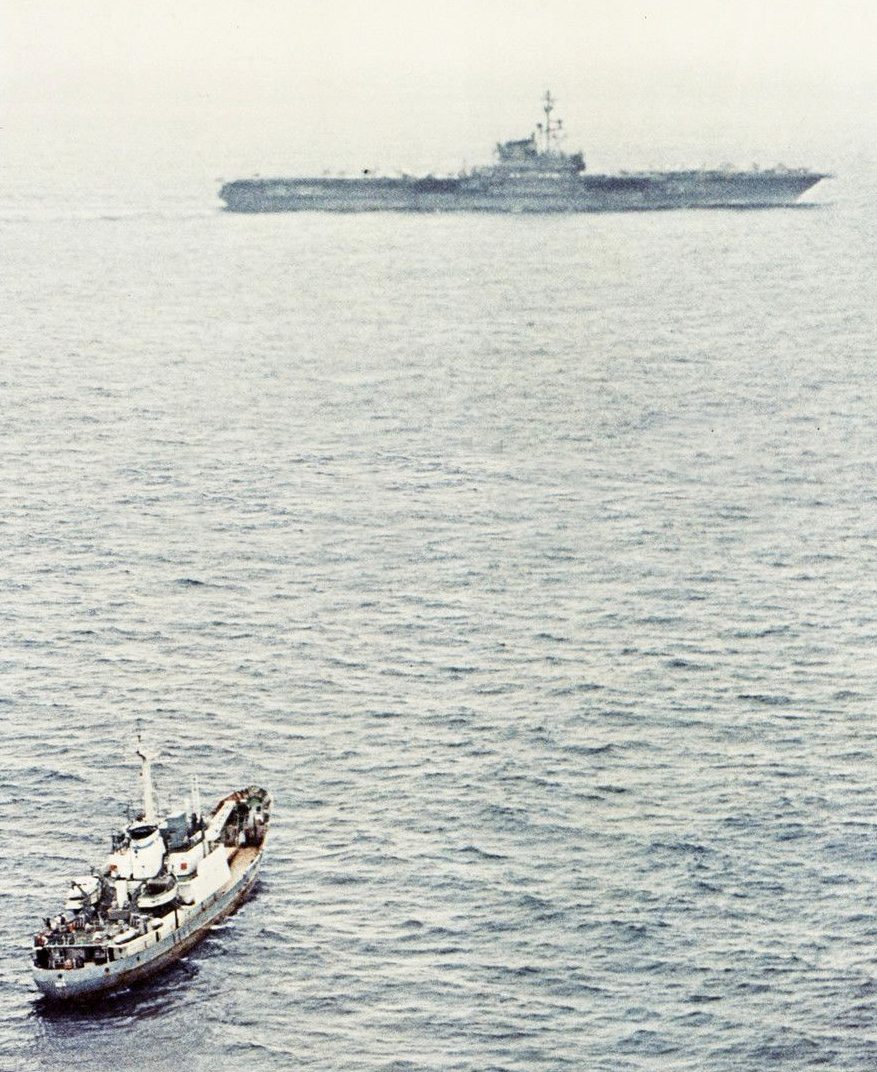
Советское Гидрографическое судно проекта 861 следит за USS Midway (CV-41), 1978 год

112-я бригада кораблей особого назначения была сформирована для разведки сил вероятного противника, прежде всего США и Объединённых военно-морских сил НАТО, во всех возможных районах его нахождения ещё в мирное время. Разведывательные действия производились с целью заблаговременного обнаружения возможной угрозы со стороны вероятного противника и выработки адекватных ответных мер. Разведка Черноморского флота активно действовала на южном и юго-западном морских направлениях. Флотская разведка действовала сначала под флагом Гидрографической службы, и её корабли именовались гидрографическими судами (ГИСУ, ГС) или судами связи (ССВ). Часть судов носила флаг Гидрографической службы, другие — военно-морской флаг. В документах Министерства обороны СССР и Генерального штаба Вооружённых сил СССР эти корабли именовались КРР и КРТР (корабль радио- и радиотехнической разведки). Основными задачами боевой службы СРЗК были: поиск, определение районов патрулирования, слежение за ПЛАРБ ВМС США и другими иностранными подводными лодками; разведка и слежение за многоцелевыми (ударными) авианосцами и другими ударными группировками ВМС США и НАТО, а также снабжение информацией командования ВМФ, в прямом подчинении которого находилась 5-я Средиземноморская эскадра ВМФ СССР.
Корабли бригады, в разные годы входившие в её состав: БРЗК «Крым», БРЗК «Кавказ», СРЗК «Приазовье», СРЗК «Одограф» (перешедший на Северный флот и получивший название «Виктор Леонов»), СРЗК «Лиман», СРЗК «Кильдин», СРЗК «Экватор», СРЗК «Челекен», МРЗК «Океан», МРЗК «Рица», МРЗК «Бакан», МРЗК «Вертикал», МРЗК «Вал», МРЗК «Лоцман», МРЗК «Ладога», МРЗК «Курс», ГС-239, ГС-13, МРЗК «Магнит», ГС-55, ГС-36, ГС-41, ГС-43, МРЗК «Алидада» и другие регулярно вели разведку ОВМС НАТО и 6 флота США в Средиземном море.
Базировалась бригада на Крымскую военно-морскую базу, на озере Донузлав в районе посёлка Мирный, на южной косе.

### Корабельный состав
В различное время в составе соединений были корабли:
- Проект 24К:
  - «Краб», 8.1959 — ?
  - "Аргун, 1957 — ?
  - «Угорь», 1957 — ?
  - «Налим», 1960 — ?
  - «Атлас» (ГС-36), 1962 — ?
- Проект «Океан» [класс «Океан»][5][неавторитетный источник]:
  - «Алидада», 09.1962 — 1986
- Проект " Магнит ":
  - «Магнит», 1960 — ?
- Проект 391:
  - ГС-41, 1962—1980-е годы

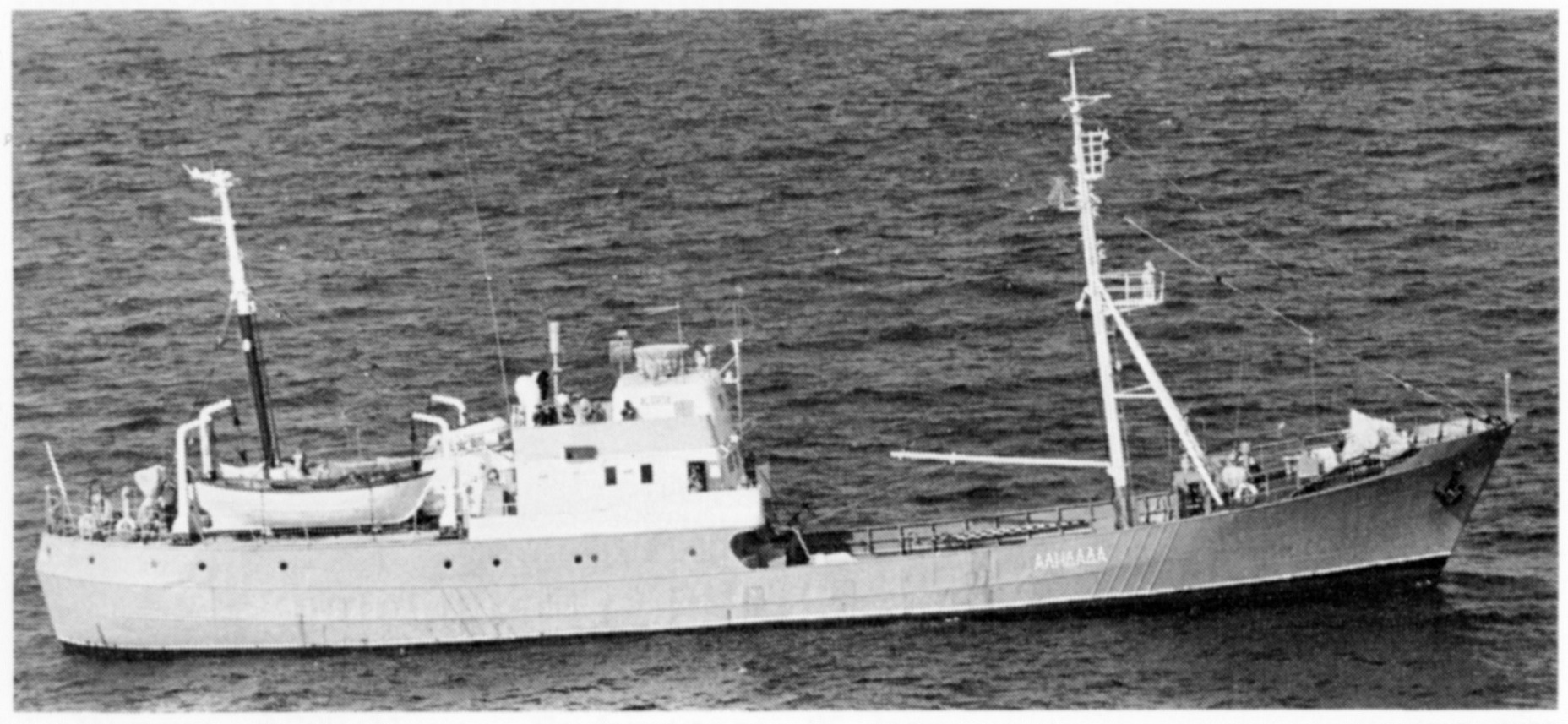
МРЗК Алидада типа Океан. Фото ВМФ США 1975
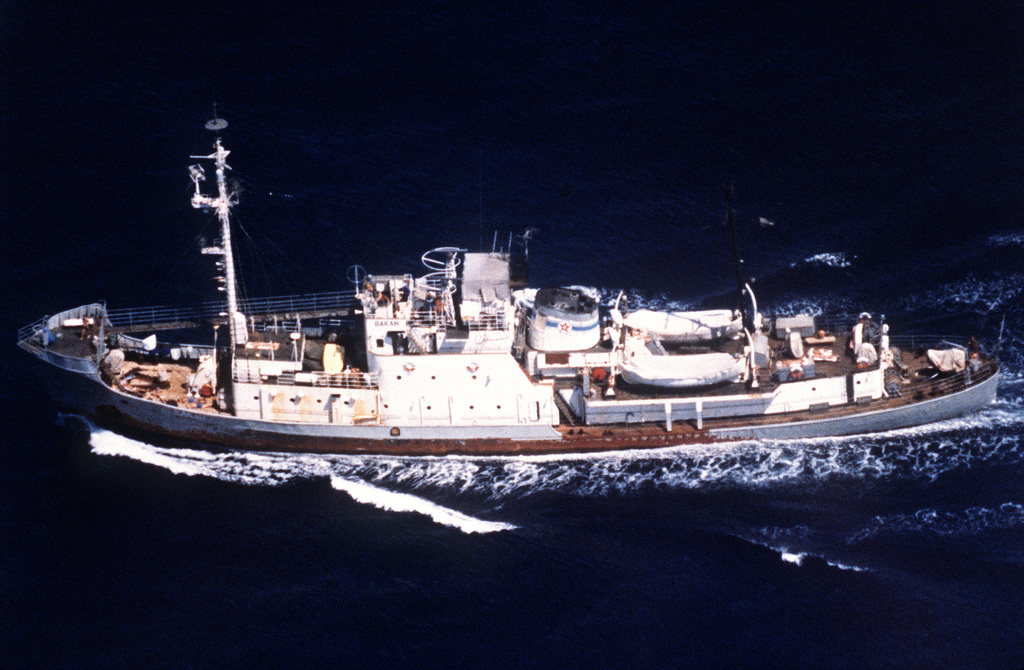
МРЗК Бакан в Средиземном море. Фото ВМФ США
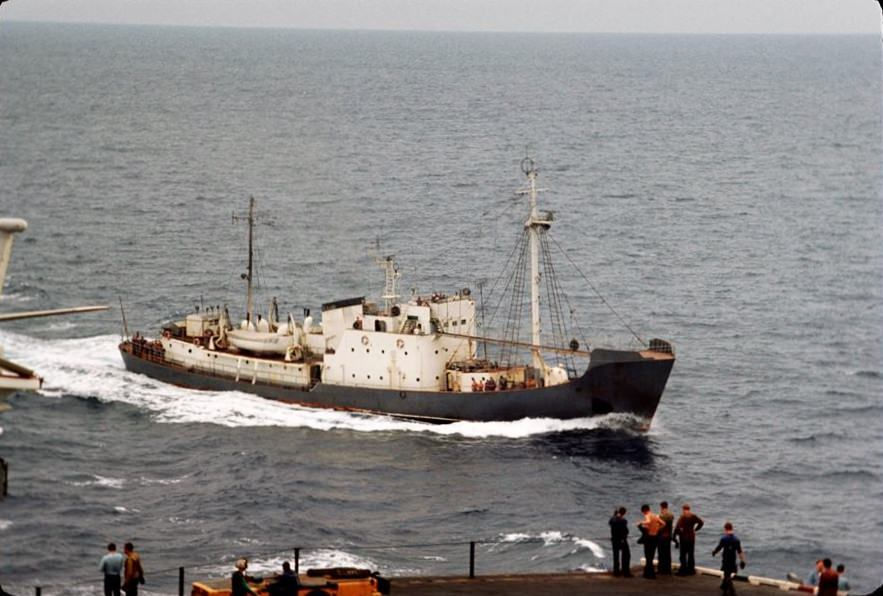
МРЗК Вал с борта АВМА Кеннеди 1969
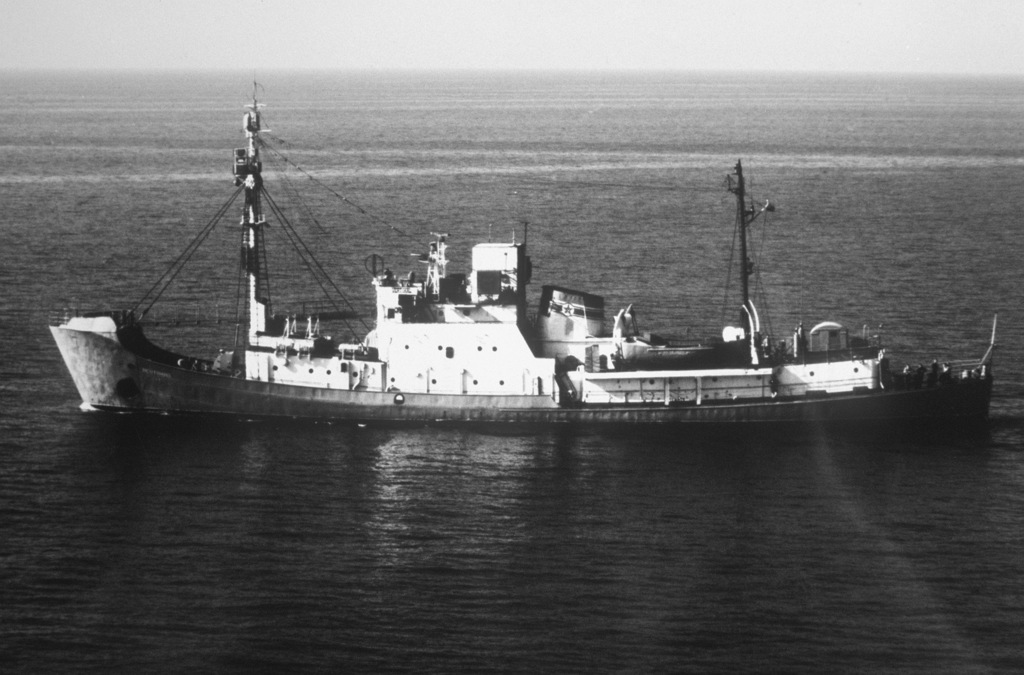
МРЗК Вертикал в Средиземном море. Фото ВМФ США
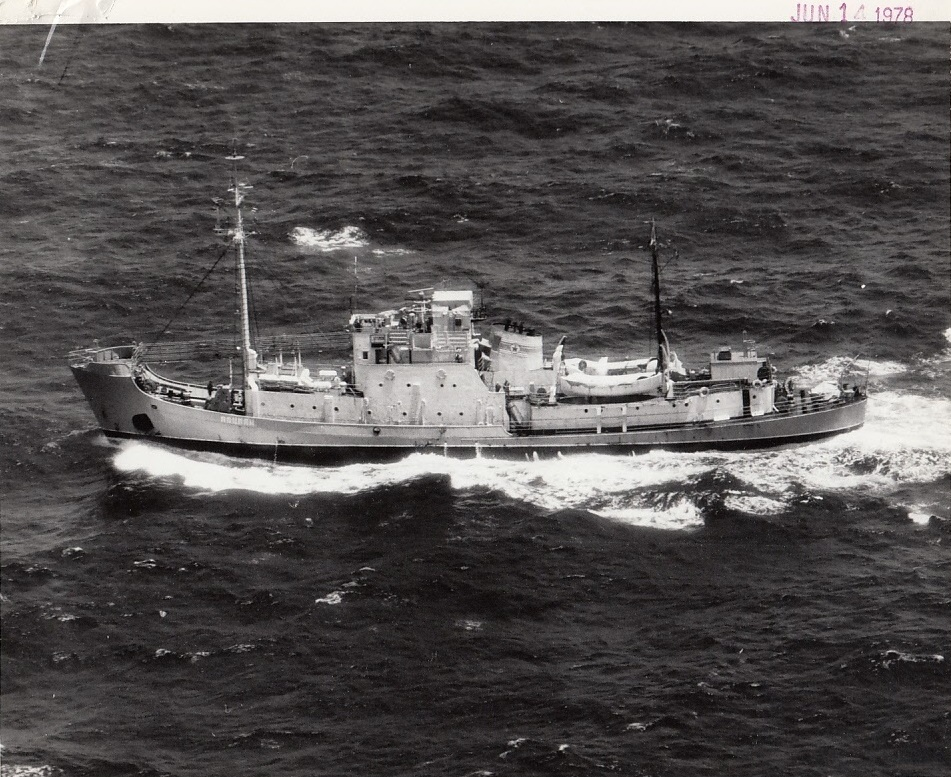
МРЗК Лоцман  у побережья Испании,  14.06.1978

- Проект 393А [класс «Мирный»][6][неавторитетный источник]:
  - «Бакан», 11.1965 — 19.4.1990
  - «Вал», с 4.11.1968 по 1992
  - «Вертикал», 4.11.1968 — 1989
  - «Лоцман», 9,1965 — 19.4.1990
- Проект 395[7]:
- - ГС-55 («Налим»), 1958—1991 год
  - ГС-43 («Океанограф»), 1958—1963, 1967-1991 год

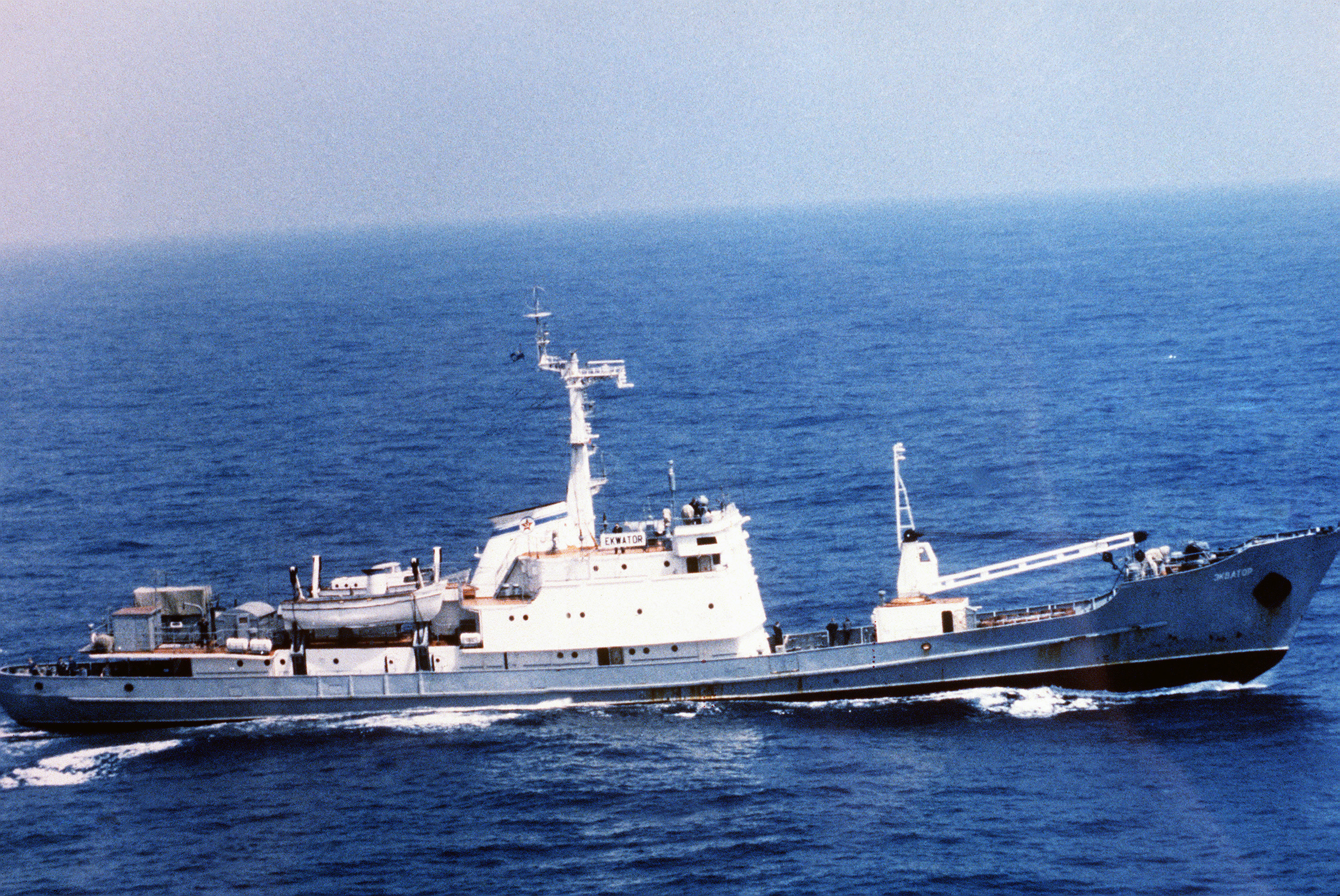
Экватор 11 августа 1986. Фото ВМФ США
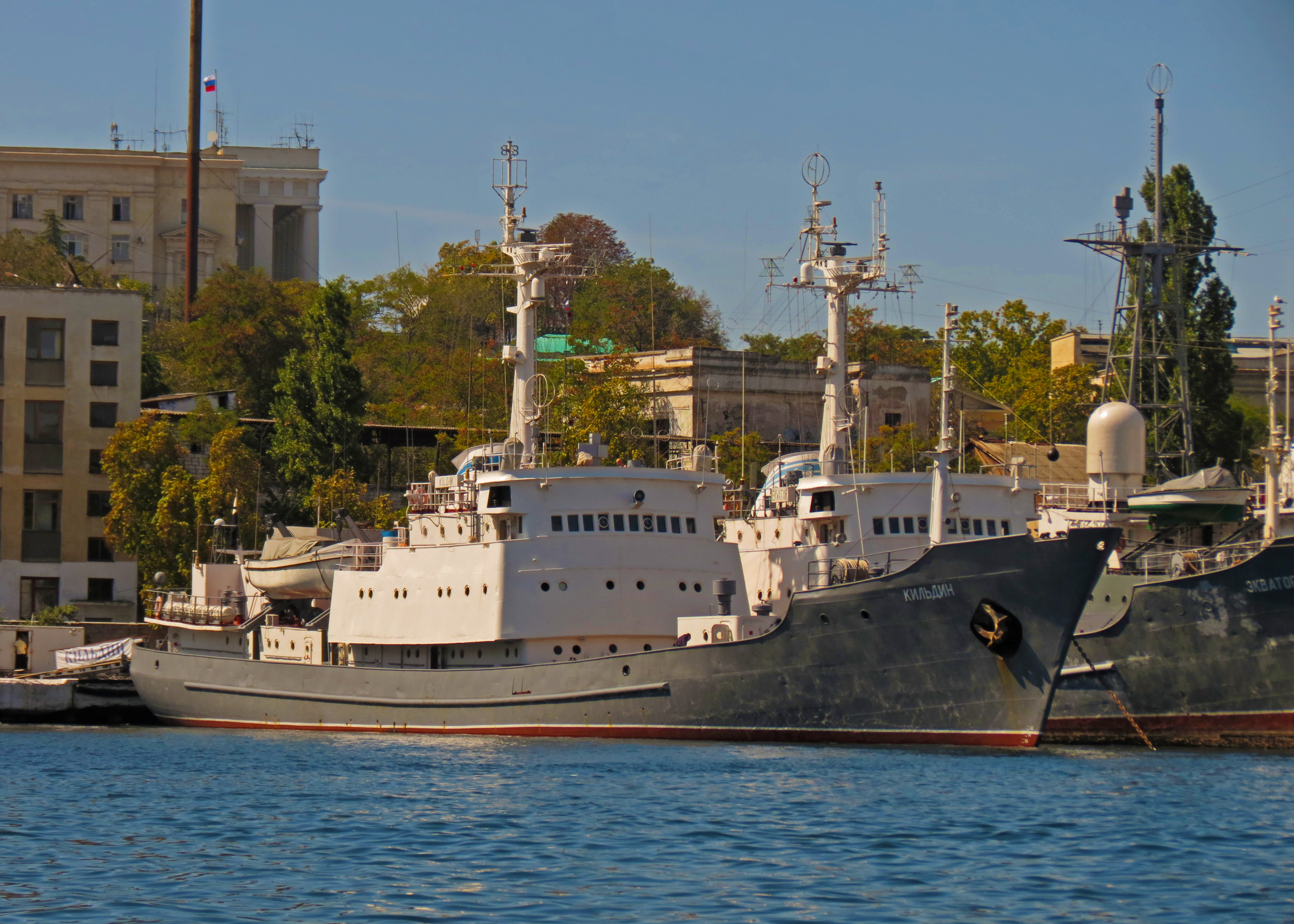
Кильдин в Севастополе в 2012 году
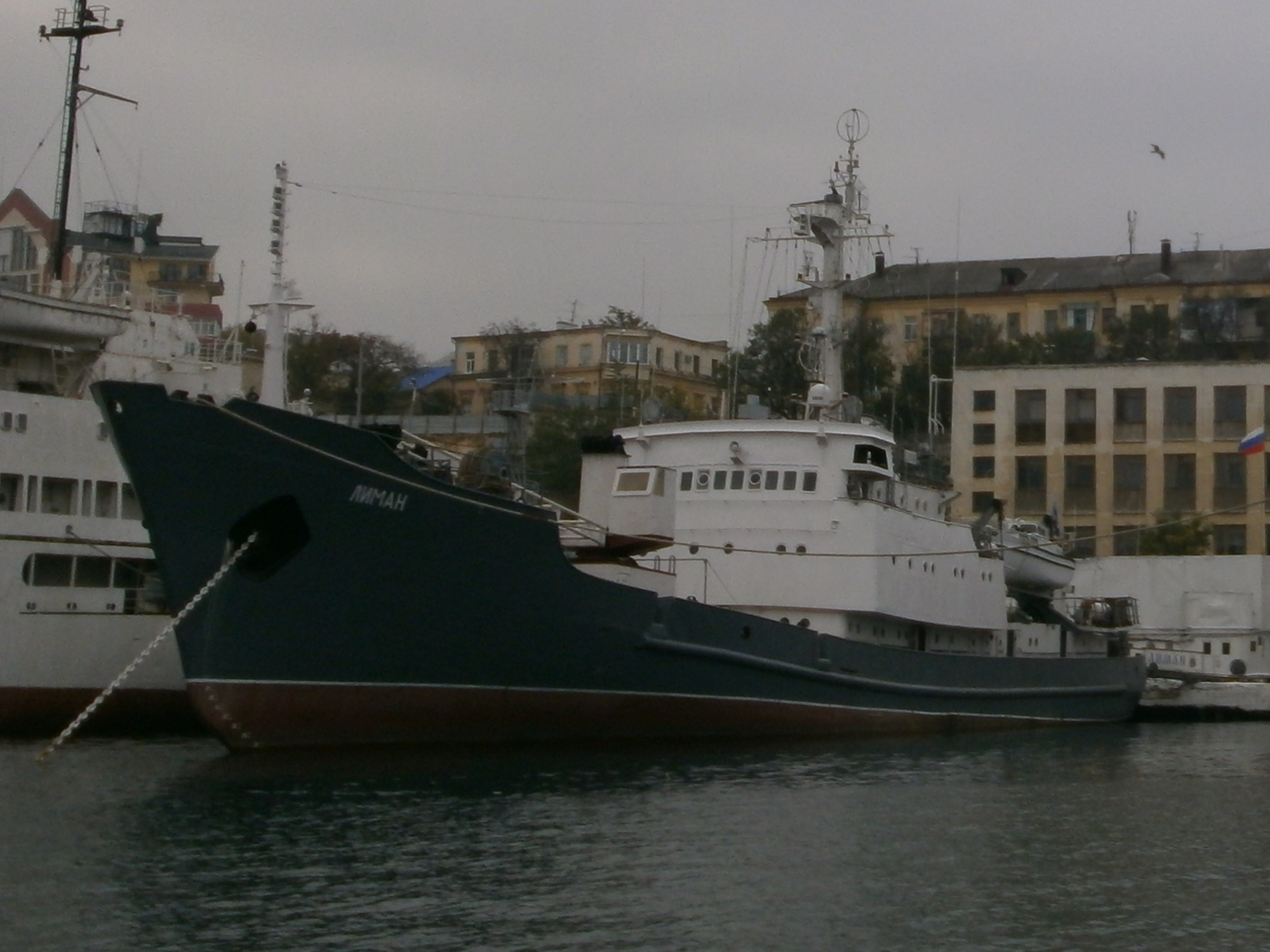
Лиман в Севастополе в 2013 году
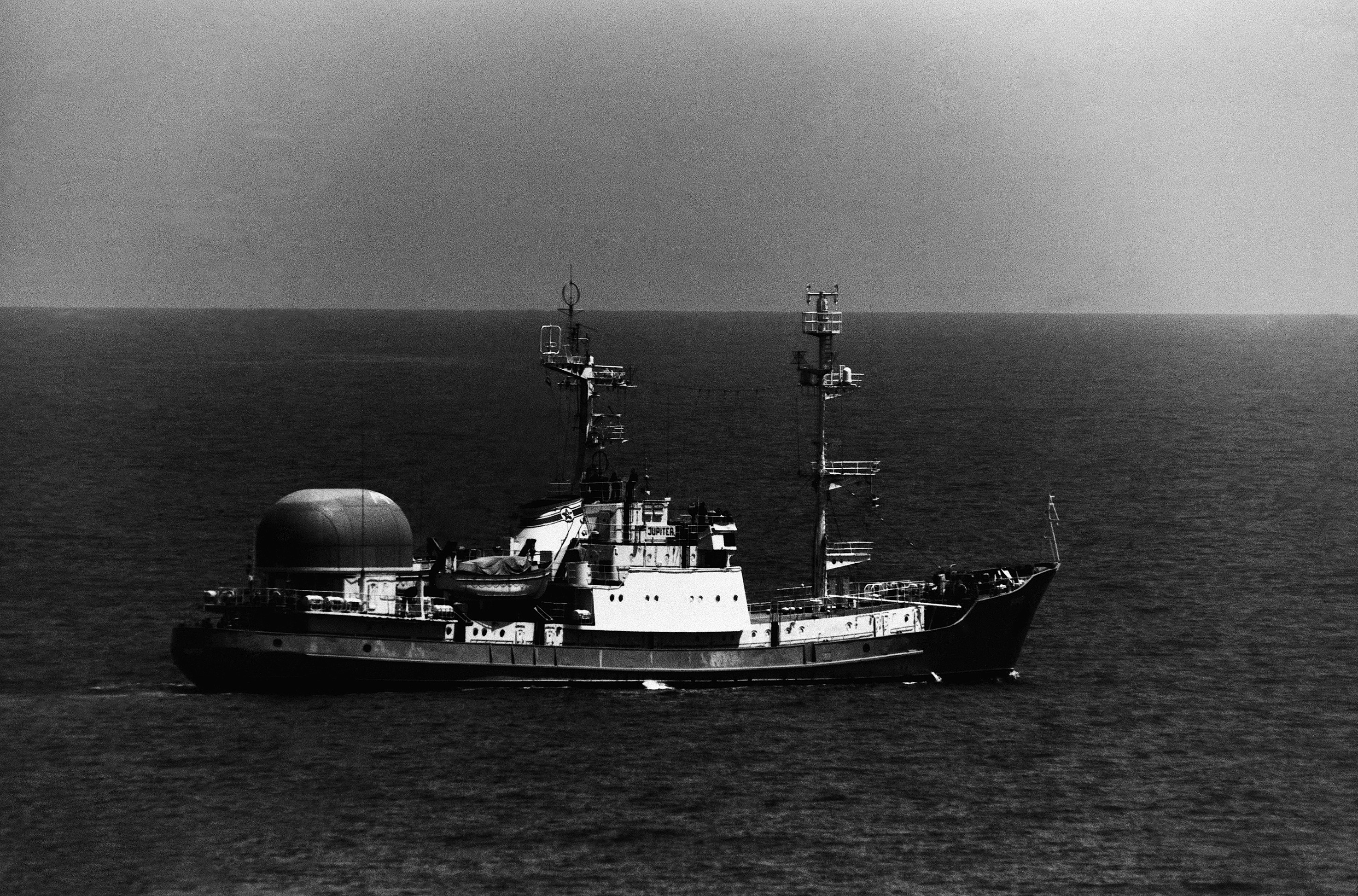
Юпитер в 1986. Фото ВМФ США
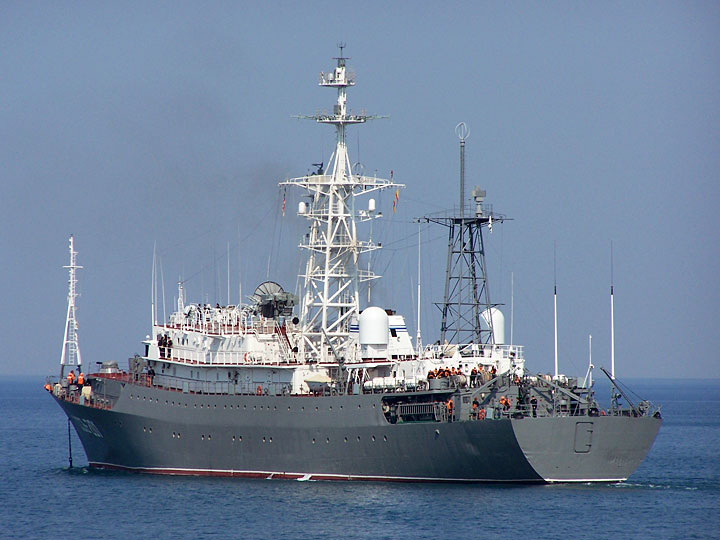
Приазовье, средний разведывательный корабль, 2009

- Проект 861 [Класс Moma]:
  - «Юпитер», 10.1973 — 28.11.1995
  - «Кильдин», 1977 — в строю
  - «Лиман», 1974 — затонул 27 апреля 2017 года
  - «Океан», 1.1971 — 22.1.2001
  - «Экватор», 2,1969 — в строю
- Проект 862:
  - «Юг», 1,1978 — 10,9,1998
  - «Мангышлак» (Темрюк), от 3.1984
- Проект 502 [Класс Альпинист]:
  - «Курс», 5,1968 — 24,8,1993
  - «Ладога», 5.1969 — 24.8.1993
  - ГС-239, 5,1968 — 18,7,1994
  - «Лама», 1968—1980-е годы
- Проект 394B [класс «Приморье»]:
  - «Крым», 4.1970 — 21.2.1997
  - «Кавказ», 10.1970 — 9.10.1997

Проект 864 [класс Вишни]:
- «Приазовье», 12.06.1987 — в строю

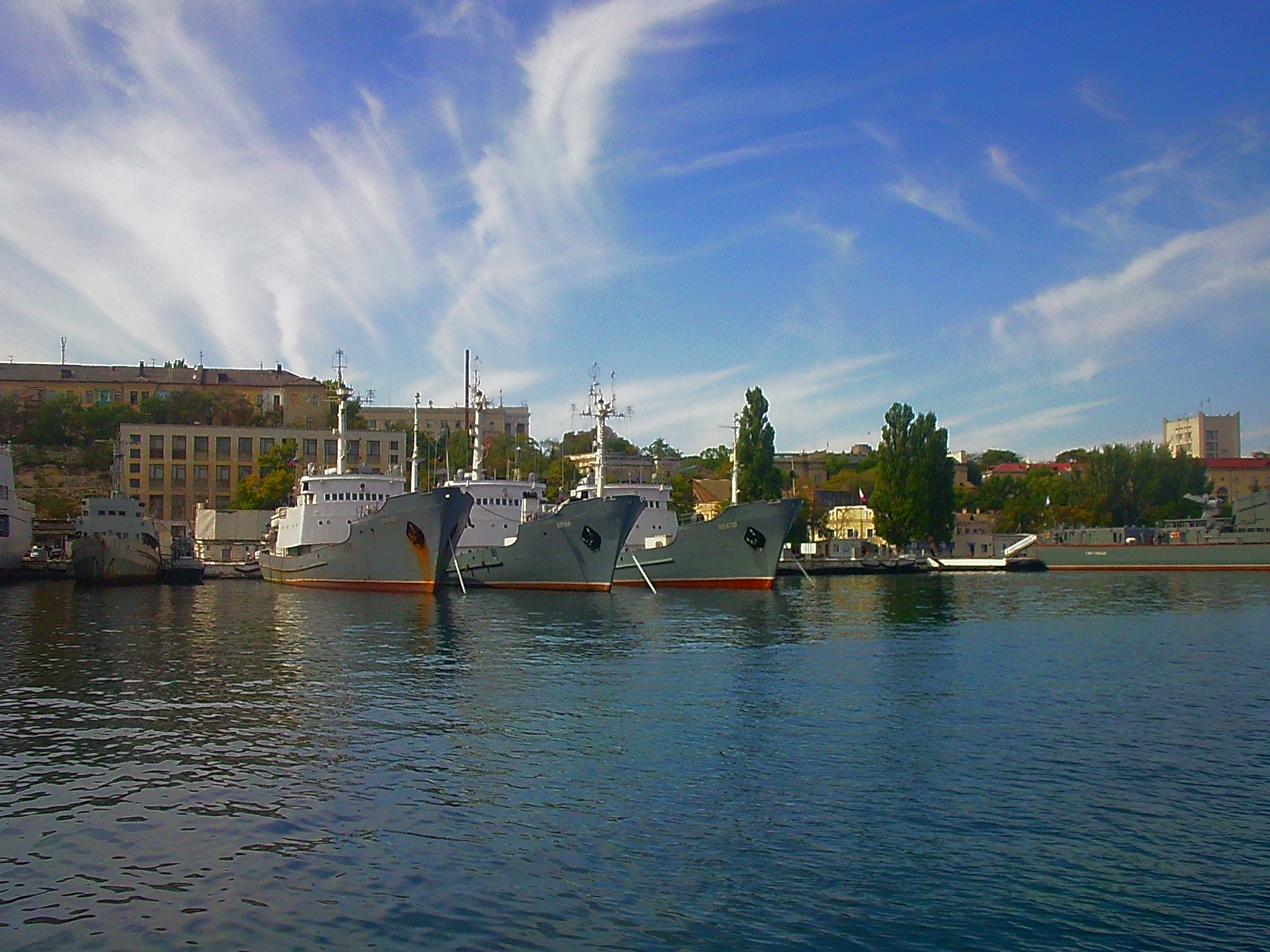
Корабли 519-го отдельного дивизиона в Севастополе

- «Одограф» («Виктор Леонов»), 1988 — 22.1.1996

- Проект 1823[8][неавторитетный источник]:
  - ГС-13, 5.1987 — 28.11.1995 в ВМС Украины «Переяслав»
- Проект 1849[9][неавторитетный источник] :
  - «Рица», 1973 — 24.8.1993

### ВМФ России
В ходе раздела Черноморского флота бригада отошла в ВМФ России. ВМС Украины достались несколько разведывательных кораблей «Симферополь», «Переяслав» (бывшие «Юпитер» и ГС-13). 1 мая 1998 года в связи с сокращением корабельного и штатного состава 112-я бригада разведывательных кораблей ЧФ была реорганизована в 519-й отдельный дивизион кораблей особого назначения Черноморского флота.

## Командование
Командиры бригады и дивизиона:
- Пресняков Алексей Васильевич — 24 апреля 1971 г.
- Протопопов Юрий Викторович — 12 августа 1975 г
- Шульпин Леонид Леонидович — 21 мая 1979 г.
- Соловьев Владимир Евгеньевич — 9 августа 1984 г.
- Федоров Евгений Михайлович — 11 октября 1985 г.
- Тевосян Юрий Ашотович — 12 марта 1988 г.
- Юшков Александр Павлович — 11 июня 1993 г.
- Потоцкий Александр Александрович — 18 июня 1999 г.
- Борисенко Владимир Михайлович — 24 июня 2004 г.

Начальники штаба:
- Иванов Константин Павлович — 24 апреля 1971 г.
- Широков Владимир Леонидович — 17 октября 1974 г.
- Соловьев Владимир Евгеньевич — 29 марта 1977 г.
- Федоров Евгений Михайлович — 16 октября 1984 г.
- Тевосян Юрий Ашотович — 11 октября 1985 г.
- Кузнецов Анатолий Александрович — 12 марта 1988 г.
- Юрлов Юрий Анатольевич — 31 октября 1994 г.
- Борисенко Владимир Михайлович — 01 апреля 1998 г.
- Лаптев Константин Владимирович — 18 июня 2005 г.